# Polesie (bydel i Łódź)
Polesie er en administrativ region i Łódź. Den har et areal på 46,0 km² og 148.563 indbyggere (2005). Indenfor Polesies grænser findes, blandt andet Den botaniske have, otte parker og badesteder samt Den gamle kirkegård.

## Historie
Polesies nutidige områder var oprindeligt de mindst urbaniserede landsbyer, da de i 1946 blev indlemmet i Łódź. Senere opstod byens største blokområde "Retkinia" her. Navnet "Polesie" («efter skoven") skal således beskrive dagens urbaniserede områder som før var skovområder. 
Bydelen Polesie ble oprettet i 1954 som en af syv fastsatte bydele, og forblev sådan frem til 1. januar 1993, da inddelingen i bydele formelt blev ophævet, og lavet om til administrative regioner.

51°48′N 19°24′Ø / 51.8°N 19.4°Ø